# 鲁班水库
鲁班水库位于中国四川省绵阳市三台县鲁班镇，又称鲁班湖，是绵阳最大的水库，被设为省级水鸟保护区。

## 历史
2008年汶川大地震后，鲁班水库受损严重，被认为有高危溃坝风险。
鲁班水库是都江堰灌区的组成部分，水源自岷江，灌溉三台、射洪、大英三县。震后通过修复和扩建配套渠系，灌溉面积将从震前的40多万亩提升至63万亩左右。